# Tournoi de tennis de Puebla
L'Abierto de Puebla (auparavant le Challenger Varonil Britania Zavaleta) est un tournoi de tennis féminin et masculin du circuit professionnel ITF Women's Circuit et Challenger ayant lieu à Puebla. L'édition masculine se tient chaque année depuis 1996. Depuis 2008 se tient également une édition féminine.

## Palmarès dames

### Simple
| Année                 | Vainqueur                    | Finaliste          | Score         |
| --------------------- | ---------------------------- | ------------------ | ------------- |
| ↓ ITF $25,000 event ↓ |                              |                    |               |
| 2006                  | Yvonne Meusburger            | Maria Abramović    | 6-4, 6-2      |
| 2007                  | Non joué                     | Non joué           | Non joué      |
| 2008                  | María Fernanda Álvarez Terán | Megan Moulton-Levy | 6-4, 3-6, 6-4 |
| 2009                  | Naomi Broady                 | Ajla Tomljanović   | 7-64, 6-3     |
| 2010 2011             | Non joué                     | Non joué           | Non joué      |
| ↓ ITF $10,000 event ↓ |                              |                    |               |
| 2012                  | Vanessa Furlanetto           | Elizabeth Ferris   | 6-3, 6-3      |
| 2013 2015             | Non joué                     | Non joué           | Non joué      |
| ↓ ITF $25,000 event ↓ |                              |                    |               |
| 2016                  | Irina Khromacheva            | Richèl Hogenkamp   | 6-3, 6-2      |

### Double
| Année                 | Vainqueur                         | Finaliste                                     | Score            |
| --------------------- | --------------------------------- | --------------------------------------------- | ---------------- |
| ↓ ITF $25,000 event ↓ |                                   |                                               |                  |
| 2006                  | Maria Fernanda Alves Hana Šromová | Ivana Abramović Maria Abramović               | 6-4, 6-3         |
| 2007                  | Non joué                          | Non joué                                      | Non joué         |
| 2008                  | Audra Cohen Megan Moulton-Levy    | María Fernanda Álvarez Terán Veronica Spiegel | 6-2, 6-4         |
| 2009                  | Amanda Fink Elizabeth Lumpkin     | Maria Fernanda Alves Florencia Molinero       | 6-4, 66-7 [10-8] |
| 2010 2011             | Non joué                          | Non joué                                      | Non joué         |
| ↓ ITF $10,000 event ↓ |                                   |                                               |                  |
| 2012                  | Ana Paula de la Peña Ivette López | Flávia Guimarães Bueno Cecilia Costa Melgar   | 6-1, 7-60        |
| 2013 2015             | Non joué                          | Non joué                                      | Non joué         |
| ↓ ITF $25,000 event ↓ |                                   |                                               |                  |
| 2016                  | Akiko Omae Prarthana Thombare     | Irina Khromacheva Ksenia Lykina               | 6-4, 2-6 [10-8]  |

## Palmarès messieurs

### Simple
| Année     | Vainqueur              | Finaliste           | Score         |
| --------- | ---------------------- | ------------------- | ------------- |
| 1996      | Alejandro Hernández    | Alex Reichel        | 7-6, 7-6      |
| 1997      | Luis Herrera           | Wade McGuire        | 7-6, 4-6, 6-4 |
| 1998      | Vladimir Voltchkov     | Christophe Rochus   | 6-3, 6-3      |
| 1999      | Michael Sell           | Alejandro Hernández | 7-6, 7-5      |
| 2000      | Brandon Hawk           | Anthony Dupuis      | 7-6, 6-3      |
| 2001      | Miguel Gallardo-Valles | Zbynek Mlynarik     | 6-2, 6-3      |
| 2002      | Alex Bogomolov Jr.     | Rik de Voest        | 7-6, 6-3      |
| 2003      | Ricardo Mello          | Markus Hantschk     | 7-6, 6-4      |
| 2004      | Miguel Gallardo-Valles | Răzvan Sabău        | 7-6, 6-4      |
| 2005      | Hugo Armando           | Bruno Echagaray     | 2-6, 6-3, 7-6 |
| 2006      | Robert Kendrick        | Leonardo Mayer      | 7-5, 6-4      |
| 2007      | Leonardo Mayer         | Dawid Olejniczak    | 6-1, 6-4      |
| 2008      | Michael Lammer         | Rainer Eitzinger    | 6-2, 3-6, 6-4 |
| 2009      | Ramón Delgado          | Andre Begemann      | 6-3, 6-4      |
| 2010 2015 | Non joué               | Non joué            | Non joué      |
| 2016      | Eduardo Struvay        | Pedja Krstin        | 4-6, 6-4, 6-4 |

### Double
| Année     | Vainqueur                     | Finaliste                      | Score             |
| --------- | ----------------------------- | ------------------------------ | ----------------- |
| 2008      | Nicholas Monroe Eric Nunez    | Daniel Garza Santiago González | 4-6, 6-3, [10-6]  |
| 2009      | Vasek Pospisil Adil Shamasdin | Guillermo Olaso Pere Riba      | 7-67, 6-0         |
| 2010 2015 | Non joué                      | Non joué                       | Non joué          |
| 2016      | Marcus Daniell Artem Sitak    | Santiago González Mate Pavić   | 3-6, 6-2, [12-10] |